# Aamne Samne
Aamne Samne (hindi आमने सामने) – bollywoodzki thriller miłosny zrealizowany w 1967 roku przez Suraj Prakasha. W filmie grają Shashi Kapoor, Sharmila Tagore, Prem Chopra, Rajindernathi Madan Puri. Muzykę skomponował Kalyanji Anandji.

## Fabuła
Deepak Kumar (Shashi Kapoor) zostaje z powodu braku dowodów uwolniony na sali sądowej z zarzutu mordu dokonanego na żonie. Wszyscy są jednak przekonani, że jest on winny, więc Deepak wyjeżdża w miejsce, gdzie nikt go nie zna. Tam wyposażony w miliony zabitej żony zaczyna nowe życie pod imieniem Gopal Mittal. Wkrótce już jako Gopal rozkochuje w sobie kolejną dziewczynę Sapnę Mathur (Sharmila Tagore). Mimo tego, że jej brat Pran (Modan Puri) planuje jej małżeństwo ze swoim przyjacielem Premem (Prem Chopra), para bierze ślub w tajemnicy przed wszystkimi i wyjeżdża w podróż poślubną do Kaszmiru. Tam Sapna ledwie uchodzi z życiem. Policjantowi prowadzącemu śledztwo wydaje się podejrzane, że Gopal kolejny raz poślubił dziedziczkę fortuny.

## Obsada
- Shashi Kapoor – Deepak Kumar/ Gopal MIttal
- Sharmila Tagore – Sapna Mathur
- Prem Chopra – Prem
- Madan Puri – Pran, brat Sapny

## Piosenki
Piosenki śpiewają Mohammad Rafi, Shakshi i Lata Mngeshkar
1. "Nain Mila Ke Chain Churana"
2. "Aaj Kal Humse Roothe Hue"
3. "Kabhi Raat Din Hum Door Thay"
4. "O Mere Baichain Dil Ko Shukriya Shukriya"